# عملية فردان
وقعت الغارة الإسرائيلية على لبنان في 1973 (المعروفة أيضاً باسم عملية ينبوع الشباب بالعبرية أو مذبحة فردان/عملية فردان بالعربية) ليلة 9 نيسان وفي الصباح الباكر من يوم 10 نيسان 1973، عندما هاجمت وحدات القوات الخاصة الإسرائيلية عدة أهداف لمنظمة التحرير الفلسطينية في بيروت وصيدا بلبنان. تعتبر العملية بشكل عام جزءاً من عملية غضب الله، الانتقام الإسرائيلي لعملية ميونيخ خلال الألعاب الأولمبية الصيفية 1972.
وصلت القوات الإسرائيلية إلى الشواطئ اللبنانية على متن زوارق سريعة انطلقت من زوارق الصواريخ البحرية. وكان عملاء الموساد ينتظرون القوات على الشواطئ بسيارات استأجروها في اليوم السابق، ثم اقتادوهم إلى أهدافهم ثم عادوا بعد ذلك إلى الشواطئ لإخراجهم.
قُتل ثلاثة من كبار قادة منظمة التحرير الفلسطينية خلال العملية، والذين فوجئوا في منازلهم بالهجوم، إلى جانب أعضاء آخرين في منظمة التحرير الفلسطينية. كما قُتل عدد من رجال الأمن اللبنانيين والجيران المدنيين، بالإضافة إلى جنديين إسرائيليين.

## خلفية تاريخية
حصلت إسرائيل على معلومات استخبارية في أكتوبر 1972، عن عناوين منازل ثلاثة من كبار مسؤولي منظمة التحرير الفلسطينية في بيروت:
- محمد يوسف النجار (أبو يوسف) – قائد عمليات أيلول الأسود، الجماعة المسؤولة عن عملية ميونيخ في 1972. وكان أيضاً من قدامى المحاربين في منظمة التحرير الفلسطينية، ورئيساً سابقاً لفروع فتح اللبنانية، ورئيساً لجهاز المخابرات الداخلية لفتح. وكانت آخر مهامه رئيس الدائرة السياسية لمنظمة التحرير الفلسطينية وأحد نواب ياسر عرفات (الثالث في خط قيادة فتح).
- كمال عدوان – رئيس عمليات منظمة التحرير الفلسطينية، المسؤول عن الهجمات المسلحة ضد أهداف إسرائيلية.
- كمال ناصر – الناطق باسم منظمة التحرير الفلسطينية وعضو اللجنة التنفيذية لمنظمة التحرير الفلسطينية.[7]

عاش أبو يوسف وعدوان وناصر بالقرب من بعضهم البعض في مبنيين من سبعة طوابق في منطقة شارع فردان الراقية غرب بيروت. وكانت هذه المباني عبارة عن مساكن سكنية للعائلات البريطانية والإيطالية إلى جانب العائلات العربية. كان أبو يوسف يقطن في أحد المبنيين، وفي المبنى الثاني على الجانب الآخر من الشارع كان يقطن فيه عدوان وناصر. حصل الموساد أيضاً على معلومات استخباراتية عن عنوان خليل الوزير، الرجل الثاني في منظمة التحرير الفلسطينية، لكنه كان يعيش بعيداً عن الثلاثة الآخرين. كما جمع الموساد بالإضافة إلى المعلومات حول أماكن إقامتهم، معلومات استخباراتية قيمة حول مواقع أخرى لمنظمة التحرير الفلسطينية في لبنان مثل ورش الأسلحة ومراكز القيادة والمكاتب. وتقرر اغتيال النجار وعدوان وناصر.
زرع الموساد بعد ذلك عميلة بالاسم الرمزي «نيلسن» في بيروت في يناير 1973 لجمع المزيد من المعلومات الاستخبارية حتى يمكن التخطيط لعملية الاغتيال. والتي وصلت إلى لبنان تحت غطاء رواية أنها سافرت لإجراء بحث لمسلسل تلفزيوني عن حياة السيدة هستر ستانهوب والذي كانت تخطط لكتابته. واستأجرت شقة في مبنى مقابل المبنيين اللذين يعيش فيهما النجار وعدوان وناصر، وصورت سراً مناطق الإنزال المحتملة والمباني المستهدفة، كما سجلت بدقة نشاط الأشخاص الموجودين في المباني.
مع ذلك، كان الموساد ما زال يواجه معضلة في كيفية تنفيذ عملية الاغتيال، على الرغم من جمع معلومات استخباراتية كافية لتنفيذها. فقد استُبعد استخدام المتفجرات بسبب الاحتمال الكبير لقتل المدنيين، نظراً لأن المباني كانت في مناطق مكتظة بالسكان، وتحتم تنفيذ عمليات الاغتيال عن قرب. لم يتلق عملاء الموساد الموجودون بالفعل في لبنان للمراقبة الدقيقة التدريب الكافي، في حين افتقر مقاتلو وحدة كيدون التابعة للموساد والذين يمكنهم تنفيذ مثل هذه الاغتيالات إلى روايات تغطية مقنعة للتسلل إلى لبنان والبقاء هناك لفترة كافية لتنفيذ المهمة. كما اعتبر أيضاً أنه من المستحيل تقريباً أن يتمكن فريق كيدون من الهروب بسرعة بعد إجراء مثل هذه العملية. ونتيجة لذلك، تم التوصل إلى استنتاج مفاده أن الموساد لا يمكنه تنفيذ مثل هذه المهمة بمفرده، ويجب أن تكون عملية عسكرية، حيث أن الجيش الإسرائيلي وحده هو الذي يمتلك القوات اللازمة لمثل هذه العملية.
كان الاقتراح الأولي للجيش الإسرائيلي هو أن يقوم حوالي مائة جندي بالسيطرة على المباني، وجمع السكان في الشارع، وتشكيل صف لتحديد الأهداف الثلاثة وقتلهم. ومع ذلك، كان لدى رئيس أركان الجيش الإسرائيلي، ديفيد إليعازر، شكوك حول الخطة وطلب من إيهود باراك، قائد وحدة القوات الخاصة «سايريت ماتكال»، أن يتوصل إلى خطة أفضل. توصل باراك بعد فحص المعلومات الاستخبارية، إلى أن اقتراح الجيش الإسرائيلي سيستغرق الكثير من الوقت وسيؤدي إلى تورط المغيرين في تبادل إطلاق النار. قرر بدلاً من ذلك أن تقوم مجموعة مداهمة صغيرة بدخول المدينة، وإجراء الاغتيالات في غضون دقائق، والهروب قبل اتخاذ أي رد.
وكانت الخطة النهائية هي إنزال جنود من السفن البحرية على الساحل اللبناني ثم يتسللون إلى بيروت متنكرين في هيئة سياح، ومن ثم يقلهم عملاء الموساد الذين ينتظرونهم بسيارات مستأجرة ويقودونهم إلى أهدافهم. وكان من المقرر أن يتنكر بعض أفراد الكوماندوز بزي نساء (كان باراك متنكراً بزي امرأة بشعر بُني). كان ذلك بناءً على اقتراح إليعازر، الذي كان يشعر بالقلق من أن تحرك مجموعة من الرجال عبر بيروت عند منتصف الليل قد يثير الشكوك. وبالإضافة إلى مهمة الاغتيال، كان من المقرر مهاجمة أربع منشآت تابعة لمنظمة التحرير الفلسطينية. وللحفاظ على عنصر المفاجأة، توجب اقتحام شقق الأهداف الثلاثة قبل أن تبدأ الهجمات الأخرى. وقد تدربت المُهاجمون على شقق مماثلة في شمال تل أبيب قبل المهمة. كما تمرنوا على ارتداء الملابس النسائية والتجول متنكرين في هيئة عشاق. وفي الوقت نفسه، جمع عملاء الموساد في بيروت معلومات استخباراتية إضافية للغارة. اختارت «نيلسن» الشاطئ الخاص بفندق ساندز كموقع هبوط حيث كان الوصول إليه مقصوراً على النزلاء وكان قريباً من ساحة انتظار الفندق، حيث يمكن لعملاء الموساد أن يقلوا أفراد الكوماندوز. وعين العميد إيمانويل شاكيد، قائد قوات المشاة والمظليين في الجيش الإسرائيلي، في القيادة العامة للعملية.
وصل ستة من عملاء الموساد إلى بيروت بجوازات سفر بريطانية وألمانية وبلجيكية مزورة في 6 أبريل 1973. وحجزوا في فندق ساندز، واستأجروا سيارات، وأوقفوها في موقف سيارات الفندق.

## العملية

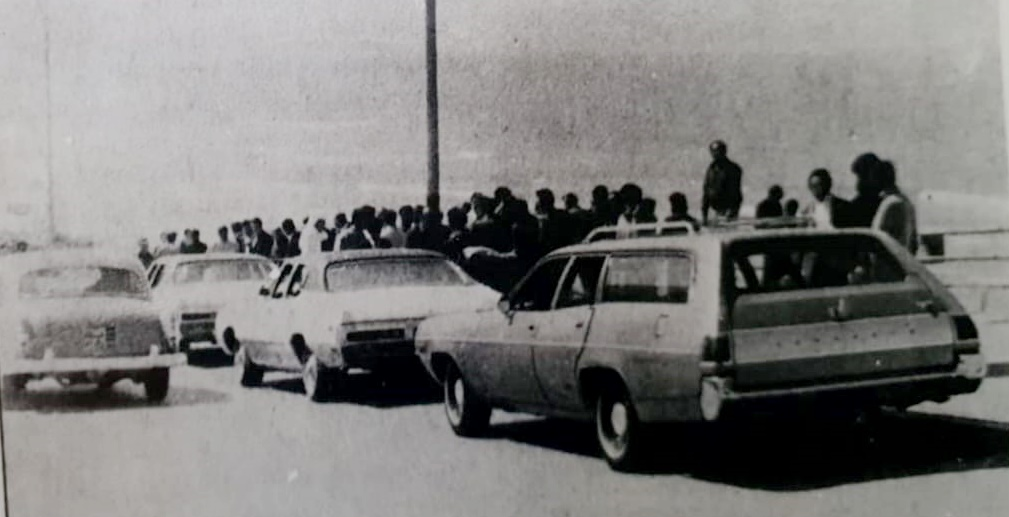
السيارات التي استخدمتها القوات الإسرائيلية بعدما تركتها على شاطئ بيروت بعد الغارة

انطلقت ثمانية زوارق صواريخ تابعة للبحرية الإسرائيلية من قاعدة حيفا البحرية في 9 أبريل 1973، وعلى متنها 75 جندياً من القوات الخاصة (21 من سايريت متكال، و34 من شايطيت 13، و20 جندياً من وحدة سيريت تزانحانيم التابعة للواء المظليين) و19 زورقاً سريعاً طراز زودياك على متنها. لقد ألقوا المرساة على بعد اثني عشر ميلاً قبالة ساحل بيروت. في هذه الأثناء، التقى أحد عملاء الموساد في فندق ساندز مع نيلسن، التي أكد أن الأهداف الثلاثة متواجدة في مساكنها، وأُرسلت هذه المعلومات لاسلكياً إلى القوة المهاجمة، وبعد ذلك بدأت العملية.
انطلقت قوارب الزودياك التي تحمل المجموعة المهاجمة إلى الشاطئ. ولتجنب سماع صوتهم، أطفأوا المحركات عندما أصبحوا على بعد بضع مئات من الأمتار من اليابسة وجدفوا لبقية الطريق. حمل عناصر شايطيت 13 المهاجمين المتنكرين في زي سائحين إلى أرض جافة حتى لا يبتلوا ويفسدوا تنكرهم، خاصة أولئك الذين يرتدون زي نسائي، حيث كانوا يضعون مكياج ثقيل. وهؤلاء قابلوا عملاء الموساد الذين كانوا في انتظارهم مع المركبات، واقتادوهم إلى أهدافهم. نزل الجنود المسؤولين عن تنفيذ الاغتيالات على بعد مبنيين من أهدافهم وساروا بقية الطريق، متنكرين كأزواج.
انقسمت القوة عند المباني السكنية، حيث دخلت ثلاث فرق معينة المباني بينما بقي فريق احتياطي بقيادة باراك في الخارج للحراسة لصد تعزيزات منظمة التحرير الفلسطينية أو وحدات الدرك التابعة لقوى الأمن الداخلي اللبناني. كما ضم الفريق الاحتياطي طبيباً. دخل الكوماندوز المباني دون عائق، حيث كان حراس منظمة التحرير الفلسطينية، الذين كانوا يتوقعون ملاقاتهم في الردهات، نائمين في سياراتهم. وعند وصولهم إلى الشقق التي يستهدفونها، وضعوا عبوات ناسفة على أبوابها ثم أرسلوا إشارة إلى باراك بثلاث نقرات على جهاز الإرسال الخاص بهم. وبعد تلقي الإشارة من الفرق الثلاثة، رد باراك بخمس نقرات، مما معناه الشروع في التنفيذ. كما راسل شاكيد أيضاً ليعلمه أن الهجمات الأخرى المخطط لها يمكن أن تبدأ.

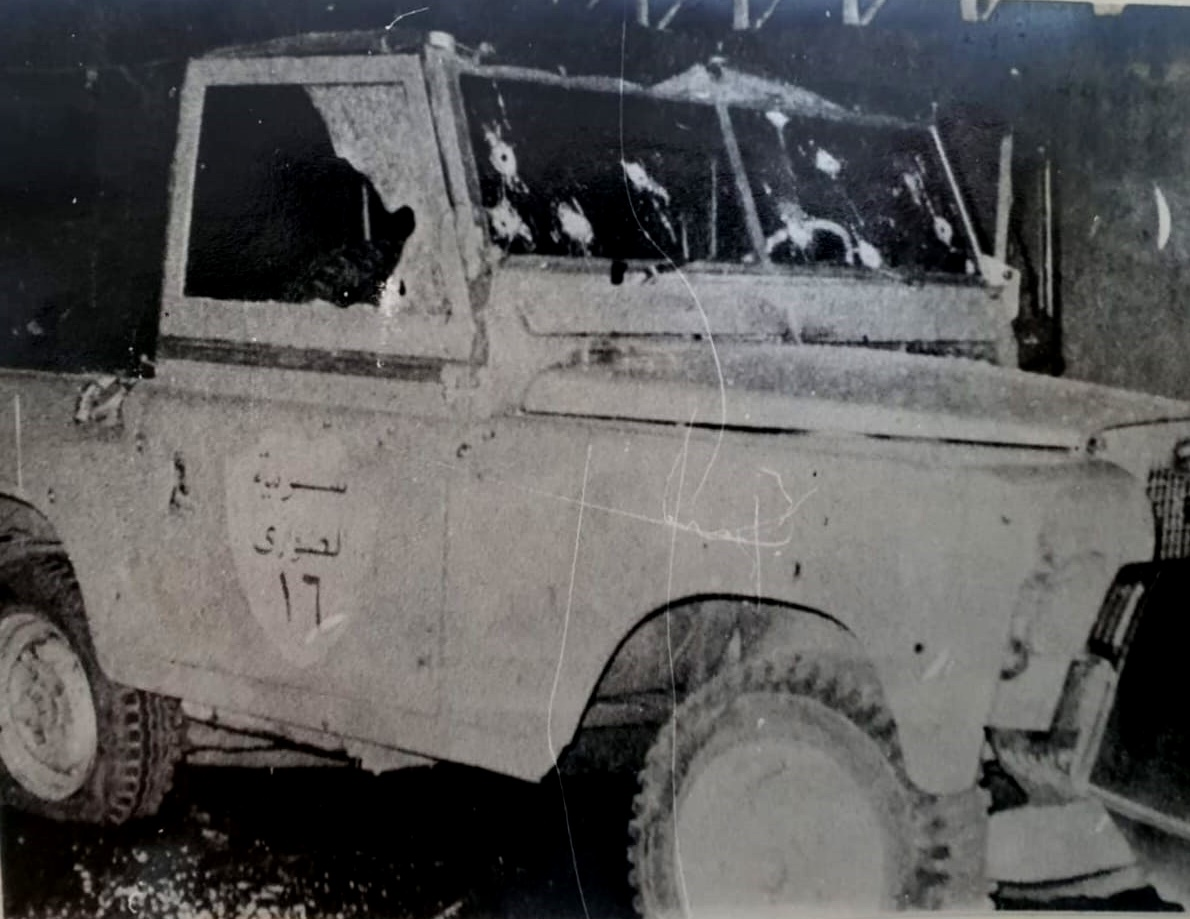
سيارة تابعة لقوات الأمن اللبنانية تضررت خلال الغارة

أدت العبوات الناسفة إلى كسر أبواب الشقق، وبعد ذلك أطلق الكوماندوز النار على أهدافهم. خرج محمد يوسف النجار من غرفة نومه، وأغلق على نفسه الباب في غرفة أخرى، هو وزوجته. ثم أطلق موكي بيتسر وأحد الكوماندوز الآخرين النار من أسلحة آلية على الغرفة من خلال الباب، مما أدى إلى مقتل النجار وزوجته. وبعد أن ركل الباب وعثر على جثة النجار وزوجته المصابة بجروح قاتلة، قرر بيتسر عدم التقاط وثائقه كما كان مخططاً لأنه سمع إطلاق نار في الخارج، وأمر جنوده باللحاق به إلى الشارع. واختبأ كمال ناصر، الذي كان يجلس على مكتبه، وأطلق النار على المغيرين من مسدسه، فأصاب أحدهم في ساقه قبل أن يُقتل. وبحسب التقارير الفلسطينية، أصيب ناصر بالأعيرة النارية، وهو مسيحي، أمام عائلته، وكانت جروح رصاصاته تحمل علامة الصليب. خرج كمال عدوان من باب منزله ومعه بندقية كلاشينكوف فقُتل. أخذ الكوماندوز معهم أكبر عدد ممكن من الوثائق ولاذوا بالفرار من مكان الحادث. قُتل خلال الاقتحام امرأة إيطالية مسنة هرعت استجابة للضجة.
في الوقت نفسه، اشتبك فريق الدعم في معركة بالأسلحة النارية. استيقظ أحد حراس منظمة التحرير الفلسطينية الذي كان نائماً وخرج من سيارته وقد استل مسدسه. أطلق عليه باراك وعميرام ليفين النار، لكن إحدى رصاصاتهما أصابت السيارة فجعلت بوقها يزمر، مما أيقظ سكان الحي الذين اتصلوا بالشرطة. استجابت قوات الأمن من مركز شرطة قريب بسرعة وسرعان ما انخرط الإسرائيليون في تبادل لإطلاق النار مع بضع عشرات من رجال الدرك اللبنانيين من قوى الأمن الداخلي. وانضمت إلى الفريق الاحتياطي الأطراف المهاجمة في الاشتباك. صدت قوات الكوماندوز الإسرائيلية قوات الأمن اللبنانية بالنيران الآلية وألقى بيتسر قنبلة يدوية على سيارة جيب تقل تعزيزات لبنانية، مما أسفر عن مقتل ثلاثة من ركابها الأربعة. وصل عملاء الموساد بالسيارات المستأجرة، وتجمعت قوات الكوماندوز ولاذت بالفرار، بعدما نثرت وراءها مسامير في الطريق لتثقب إطارات سيارات الشرطة المطاردة. أثناء القيادة إلى الشاطئ، واجهت ناقلة جنود مدرعة تابعة للجيش اللبناني أثناء قيامها بمسح الشاطئ. لكن لم تقع مواجهة معها وأكمل الكوماندوز طريقهم إلى الشاطئ، حيث ترك الكوماندوز والسائقون السيارات وعادوا إلى زوارق الصواريخ في لنشات الزودياك.

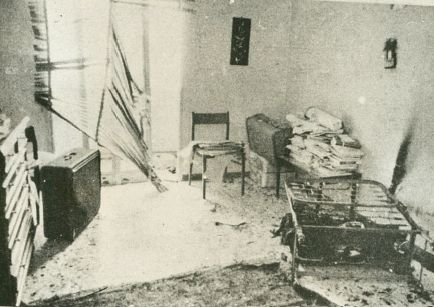
شقة كمال عدوان عقب الغارة

خلال ذلك، داهمت قوة تتألف أساساً من مظليين من سيريت تزانحانيم، مبنى متعدد الطوابق كان يؤوي مقاتلي الجبهة الشعبية لتحرير فلسطين. وكان الفريق متنكراً بزي مدنيين بقيادة أمنون ليبكين شاحاك. قتلوا الحراس عند المدخل لكنهم تعرضوا لإطلاق النار من نقطة حراسة لم يلاحظوها واندلع تبادل لإطلاق النار. وأصيب ثلاثة من الجنود بجروح خطيرة. نُقل اثنين منهم إلى إحدى السيارات المنتظرة. وعندما حمل كوماندو من شايطيت 13 الجريح الثالث إلى السيارات، حاول أحد مقاتلي الجبهة الشعبية، معتقداً على ما يبدو أن الرجل الجريح فلسطينياً، إنقاذه وصارع كوماندو البحرية قبل أن يلوذ بالفرار. ثم وُضع الجريح في سيارة أخرى. وعلى الرغم من وجود طبيب في القوة، فإن عميل الموساد الذي كان يقود السيارة التي تقل اثنين من الجرحى أصيب بالذعر بسبب إطلاق النار واتجه إلى الشاطئ. وأمر شاحاك بمواصلة المهمة، على الرغم من اكتشافهم وانخراطهم في تبادل لإطلاق النار. ونجح الجنود في زرع المتفجرات في المبنى ثم انسحبوا. وعند وصولهم إلى السيارات، وجدوا اثنتين فقط، فيما اختفت السيارة التي كانت تقل الجريحين. أمر شاحاك رجاله بالانسحاب في السيارتين المتبقيتين، بعد فشل عمليات البحث في تحديد موقع السيارة، على الرغم من عدم رغبته في الانسحاب دون احتساب الرجلين الجريحين. وأثناء انسحابهم انفجرت العبوات الناسفة وانهار المبنى. وعثروا في الشاطئ على السيارة المفقودة مع أحد الجرحى ميتاً بفعل النزيف. وعادوا إلى زوارق الصواريخ، حيث توفي الجريح الآخر أثناء الجراحة.
وهاجمت قوتان فرعيتان مقر فتح لعمليات غزة وورشة لها في جنوب بيروت. بينما نزلت قوة ثالثة من الكوماندوز البحري (شايطيت 13) شمال بيروت ودمرت ورشة صغيرة لفتح لصناعة المتفجرات، بينما داهمت وحدة مظليين أخرى المرآب الرئيسي لمنظمة التحرير الفلسطينية، الواقع جنوب صيدا، ودمرته.

## تداعياتها
أدت العملية الإسرائيلية إلى حالة استقطاب حاد في الرأي العام في لبنان. وكان رئيس الوزراء المسلم صائب سلام قد تقدم بطلب استقالة الحكومة. وخرج 250 ألف شخص، أي 10% من سكان لبنان، لحضور جنازة قادة منظمة التحرير الفلسطينية المقتولين في بيروت، كما خرج عشرات الآلاف في مظاهرات في أجزاء أخرى من البلاد. وقد حاول معارضو الوجود الفلسطيني المسلح، وعلى رأسهم قيادة الجيش والرئيس سليمان فرنجية، استغلال الفرصة لتقييد حرية حركة الفلسطينيين، دون نجاح. وانتهت المعارك التي دامت أسبوعين بين الجيش والفصائل الفلسطينية إلى طريق مسدود. وفي النهاية، كان على فرنجية أن يعترف بأن الجيش اللبناني غير قادر على الدفاع عن مخيمات اللاجئين الفلسطينيين، ولذلك سمح على مضض لمنظمة التحرير الفلسطينية بإحضار أسلحة ثقيلة وبناء تحصينات.
وقد وفرت الوثائق التي استولى عليها المغيرون في شقة كمال عدوان قدراً كبيراً من المعلومات الاستخبارية حول عمليات منظمة التحرير الفلسطينية في الأراضي المحتلة، ومكنت السلطات الإسرائيلية من تنفيذ سلسلة من الاعتقالات التي ألحقت أضراراً بالغة بشبكة فتح هناك.

## في الثقافة العامة
- ظهرت عملية ينبوع الشباب في فيلم ميونيخ لعام 2005 لستيفن سبيلبرغ.
- بُني الفصل 32 «الممر الزمني – عملية ينبوع الشباب» (2005) ضمن سلسلة كتاب الأطفال الإسرائيلي «الممر الزمني» للكاتبة غاليلا رون فيدر عميت، على هذه العملية.

## وصلات خارجية
- Bregman, Ahron (2002). Israel's Wars: A History Since 1947. London: Routledge. (ردمك 978-0-415-28716-6)
- Journal of Counterterrorism & Security International: Includes background material on the 1972 Munich Olympic Massacre and Israel's hunt for its perpetrators.
- Simon, Bob. "An Eye For An Eye: Should The U.S. Use This As A Model?", CBS News, November 21, 2001. Includes short testimonies by Barak and Adwan's daughter.
- Encyclopedia of the Palestine Problem: History of IDF operations vs. Palestinians from a Palestinian viewpoint, including this operation.